# Alexa Canady
 (mai 2024).
La mise en forme du texte ne suit pas les recommandations de Wikipédia : il faut le « wikifier ».
Les points d'amélioration suivants sont les cas les plus fréquents. Le détail des points à revoir est peut-être précisé sur la page de discussion.
- Les titres sont pré-formatés par le logiciel. Ils ne sont ni en capitales, ni en gras.
- Le texte ne doit pas être écrit en capitales (les noms de famille non plus), ni en gras, ni en italique, ni en « petit »…
- Le gras n'est utilisé que pour surligner le titre de l'article dans l'introduction, une seule fois.
- L'italique est rarement utilisé : mots en langue étrangère, titres d'œuvres, noms de bateaux, etc.
- Les citations ne sont pas en italique mais en corps de texte normal. Elles sont entourées par des guillemets français : « et ».
- Les listes à puces sont à éviter, des paragraphes rédigés étant largement préférés. Les tableaux sont à réserver à la présentation de données structurées (résultats, etc.).
- Les appels de note de bas de page (petits chiffres en exposant, introduits par l'outil «  Source ») sont à placer entre la fin de phrase et le point final[comme ça].
- Les liens internes (vers d'autres articles de Wikipédia) sont à choisir avec parcimonie. Créez des liens vers des articles approfondissant le sujet. Les termes génériques sans rapport avec le sujet sont à éviter, ainsi que les répétitions de liens vers un même terme.
- Les liens externes sont à placer uniquement dans une section « Liens externes », à la fin de l'article. Ces liens sont à choisir avec parcimonie suivant les règles définies. Si un lien sert de source à l'article, son insertion dans le texte est à faire par les notes de bas de page.
- La présentation des références doit suivre les conventions bibliographiques. Il est recommandé d'utiliser les modèles {{Ouvrage}}, {{Chapitre}}, {{Article}}, {{Lien web}} et/ou {{Bibliographie}}. Le mode d'édition visuel peut mettre en forme automatiquement les références.
- Insérer une infobox (cadre d'informations à droite) n'est pas obligatoire pour parachever la mise en page.

Pour une aide détaillée, merci de consulter Aide:Wikification.
Si vous pensez que ces points ont été résolus, vous pouvez retirer ce bandeau et améliorer la mise en forme d'un autre article.
Alexa Irene Canady, née le 7 novembre 1950 à Lansing (Michigan), est une neurochirurgienne américaine. En 1981, elle devient la première femme afro-américaine à exercer la neurochirurgie aux États-Unis,. Elle est notamment reconnue pour ses travaux en neurochirurgie pédiatrique et pour avoir ouvert la voie aux femmes et aux minorités dans le domaine médical.

## Biographie

### Enfance et études
Alexa Canady est née dans une famille afro-américaine du Michigan, fille de Clinton Canady Jr., dentiste, et d’Elizabeth Hortense (Golden) Canady (en), éducatrice et professeure à l’université. Ses parents se sont rencontrés à l’université Fisk et se sont mariés le jour du 19e anniversaire de sa mère, peu avant le départ de son père pour servir pendant la Seconde Guerre mondiale.
Elle grandit avec son frère cadet en périphérie de Lansing, dans un environnement scolaire majoritairement blanc, où ils étaient les seuls élèves afro-américains. Elle y a été confrontée à des discriminations, mais a néanmoins obtenu de bons résultats et s’est investie dans sa scolarité,.
Elle a été diplômée du lycée Lansing Everett en 1967.
Avant d'entrer à l'université, Alexa Canady a été nommée au National Merit Scholarship Program (en) en 1967. Canady a fréquenté l'université du Michigan où elle a obtenu son baccalauréat en zoologie en 1971 et est devenue membre de la même sororité que sa mère, la Delta Sigma Theta. Son séjour à l’Université du Michigan n’a pas été sans difficultés ; elle a failli abandonner ses études à un moment donné en raison d'une « crise de confiance ». Elle avait initialement choisi de se spécialiser en mathématiques, mais elle s'est vite rendu compte que cela ne la passionnait pas. Elle a ensuite entendu parler d'un programme de carrière en santé pour les minorités à son université et a décidé de le suivre. Ce programme lui a permis de se rendre compte qu'elle voulait travailler dans le domaine médical. Elle a ensuite reçu son doctorat avec les félicitations du jury de la Faculté de Médecine de l'Université du Michigan en 1975, où elle a rejoint la société d'honneur médicale Alpha Omega School (en). Pendant ses études de médecine, elle a également été reconnue par l'American Medical Women's Association. Malgré ses réussites à l’école de médecine, Canady avait l’impression qu’elle et les autres étudiantes étaient souvent négligées par les professeurs. Cela n’a fait que la pousser à travailler plus dur. Même si elle s'est d'abord intéressé à la médecine interne, Canady a opté pour la neurochirurgie après qu'elle s'est prise de passion pour la neurologie au cours de ses deux premières années d’études en médecine. Elle a opté pour cette spécialité contre les recommandations de ses tuteurs. Sachant qu'il serait difficile d'obtenir une résidence en tant qu'étudiante noire, Canady a commencé à rédiger son curriculum vitae, à lire de nombreux articles et à assister à toutes les conférences et séminaires possibles, posant parfois des questions simplement pour se faire connaître dans ce petit domaine. Ses connaissances de la fluidité de l’anatomie humaine lui a été par la suite très utile dans son domaine de compétition.
Elle est ensuite devenue interne en chirurgie au Yale New Haven Hospital entre 1975 et 1976, sous la direction de William F. Collins. Bien qu’elle soit une étudiante remarquable, elle était toujours confrontée à des préjugés et à des commentaires discriminatoires puisqu’elle était à la fois la première stagiaire noire et féminine du programme. Lors de son premier jour en tant que stagiaire, on lui a dit que "vous devez être notre nouveau quota d'égalité des chances". Malgré ces préjugés, elle a été élue parmi les meilleurs résidents par ses confrères médecins.
Après avoir terminé son internat, elle a réalisé sa résidence à l'Université du Minnesota, devenant ainsi la première femme afro-américaine résidente en neurochirurgie aux États-Unis. Même si elle a déclaré qu'elle ne se souciait pas de l'importance historique qu'elle avait, après avoir déménagé à Pensacola, en Floride, en 2001, elle s'est rendu compte de ce que signifiaient ses accomplissements pour les autres Afro-Américains et les femmes en médecine.

### Carrière et recherche
En 1982, après avoir terminé sa résidence, Canady a décidé de se spécialiser en neurochirurgie pédiatrique, devenant ainsi la première Afro-Américaine et la première femme à le faire. Elle a choisi la pédiatrie en raison de son amour pour les enfants du service de pédiatrie pendant sa résidence, déclarant « cela n'a jamais cessé de m'étonner de voir à quel point les enfants étaient heureux ». En tant que chirurgienne axée sur les patients, elle était connue pour jouer à des jeux vidéo avec eux et nouer des relations avec chacun d'entre eux.
Elle a commencé à exercer pendant une courte période à l'hôpital Henry Ford avant de travailler à l'hôpital pour enfants du Michigan. Elle est ensuite devenue la première femme afro-américaine à être neurochirurgienne certifiée en 1984. Elle est devenue cheffe du service de neurochirurgie à l'Hôpital pour enfants du Michigan (en) en 1987 et a occupé ce poste jusqu'à sa retraite partielle en 2001. Durant son mandat de cheffe, elle s'est spécialisée dans les anomalies congénitales de la colonne vertébrale, l'hydrocéphalie, les traumatismes et les tumeurs cérébrales. Elle a mené des recherches et publié un article sur l'efficacité du traitement de l'hydrocéphalie pratiqué depuis 2001. Alors qu’au début de sa carrière elle s’inquiétait de la façon dont elle serait reçue par ses pairs, elle a rapidement acquis de l’admiration pour son métier de chirurgienne axée sur les soins aux patients. Dans une récente interview, elle a déclaré : « C'est amusant de rendre les gens meilleurs ».
Au cours de ses années à l'hôpital pour enfants du Michigan, Canady a poursuivi ses recherches avec la Wayne State University, où elle a également été professeur de neurochirurgie. Son travail et ses réussites ont ouvert la voie à de nombreux chirurgiens de toutes races et de tous genres. De 2001 jusqu'à sa retraite en 2012, Canady a travaillé comme chirurgienne et consultante à temps partiel à l'hôpital Sacred Heart de Pensacola, en Floride. Après avoir déménagé à Pensacola, Canady voulait définitivement prendre sa retraite. Mais après avoir rencontré des médecins locaux et réalisé le besoin d'un neurochirurgien pédiatrique dans la région, Canady a décidé de rejoindre le personnel de l'hôpital Sacré-Cœur à temps partiel. En plus de sa carrière de chirurgienne, Canaday a continué à faire des recherches à la Wayne State University. Cette recherche mènerait à terme au développement d’un shunt anti-siphon permettant de traiter l’hydrocéphalie. Dans une récente interview expliquant pourquoi elle pense que les étudiants devraient choisir la neurochirurgie, elle déclare : « C'est intellectuellement stimulant, vous êtes dans un certain état d'euphorie quand tout le monde dit "ah, le neurochirurgien est là" » ("It's intellectually challenging, you get kind of a high when everybody says 'ah, the neurosurgeon is here'"). Canady continue de défendre à la fois sa profession et la diversité en médecine.

## Récompenses
Canada a été intronisée au Michigan's Women's Hall of Fame en 1989. Canady a reçu le prix du Président de l'American Medical Women's Association en 1993 et, en 1994, le prix pour service distingué de la faculté de médecine de l'université Wayne State. En 1984, elle a été nommée Enseignante de l'année par l'hôpital pour enfants du Michigan. Elle a reçu le Candace Award (en) octroyé par la Coalition nationale des 100 femmes noires en 1986. Elle est membre du Congrès des chirurgiens neurologiques, de l'Association américaine des chirurgiens neurologiques, de la Society of Pediatric Neurosurgery et de l'American College of Neurosurgery. Elle a été diplômée du lycée Lansing Everett en 1967.
Elle a également reçu trois diplômes honorifiques : un doctorat en lettres de l'Université de Detroit-Mercy en 1997 et de l'Université Roosevelt en 2014, et un doctorat en sciences de l'Université du Connecticut du Sud en 1999.
Canady a également été présentée dans une courte animation du Mois de l'histoire des Noirs de Nickelodeon diffusée en février 2015 pour célébrer sa réussite en tant que première femme afro-américaine à devenir neurochirurgienne.
Canada a déclaré qu'elle n'aimait pas attirer l'attention ou être célèbre. En revanche, elle a déclaré que "si vous faites du bon travail, le reste n'a pas d'importance".